# Martin Stáhalík
Martin Stáhalík (4. června 1962, České Budějovice – 9. března 2001, Heeten) byl český akrobatický pilot. Jako jeden z pouhých dvou lidí na světě (druhým je Viktor Nikolajevič Čmal z Ruska) získal medaile na mistrovství světa ze všech tří akrobatických kategorií – na kluzácích (3. místo – 1996), Advanced (s omezeným výkonem, 1. místo – 1995) i Unlimited (bez omezení, 3. místo – 1995).

## Život
Narodil se v Českých Budějovicích a vyrůstal v Rudolfově. Pocházel z rodiny pilota Ivana Stáhalíka, který létal akrobacii v šedesátých letech. Ten jej také na nedalekém letišti v Hosíně (kde začínal i Petr Jirmus) učil létat. V roce 1978 na tomto letišti získal titul mistra světa v letecké akrobacii Ivan Tuček, což bylo pro Martina Stáhalíka impulsem pro jeho zájem o sportovní akrobatické létání. Ještě v roce 1978 začal létat na větroních, na létání s motorovými letouny si ovšem musel kvůli neshodám mezi svým otcem a krajským náčelníkem aeroklubu počkat až od roku 1985. Mezi tím odmaturoval na budějovickém gymnáziu a následně se vyškolil na leteckého mechanika.

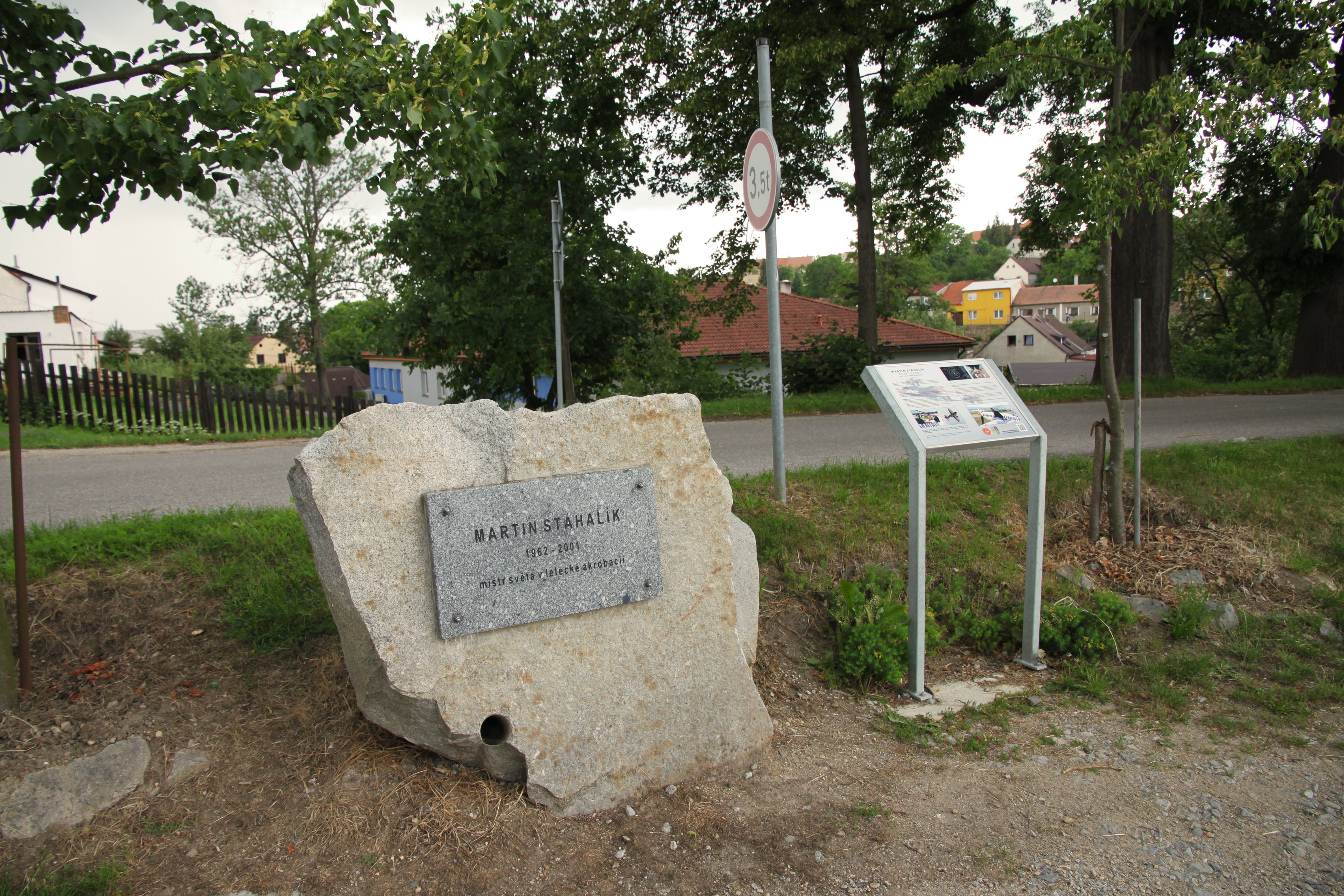
Památník Martinu Stáhalíkovi v Rudolfově

V roce 1986 dostal nabídku účastnit se akrobatického kursu ve Vrchlabí, ovšem tentokrát kvůli zdravotním potížím (vrozená vada ledviny) a následné operaci se k akrobatickému létání dostal až v roce 1988. Již v tomto roce zvítězil s letadlem Zlín Z-142 v soutěži pro začínající akrobatické piloty „Modřanský pohár“. Poté vítězil (již na letounu Zlín Z-50M) v několika dalších pohárových soutěžích a získal v tomto období také dvakrát titul mistra republiky (tím byl nakonec celkem 4×). Do reprezentace se ovšem dostal až po revoluci, kdy létal v leteckém sportovním centru na letišti v Moravské Třebové. Z Českých Budějovic se do Moravské Třebové odstěhoval natrvalo v roce 1991.
Zahynul při nehodě v roce 2001.
V roce 2011 byla na jeho počest pojmenována planetka (90926) Stahalik, která byla objevena v roce 1997 na Kleti. Martin Stáhalík je pochován na hřbitově v Rudolfově, kde je po něm pojmenována ulice a poblíž centra města u Královského rybníka má umístěný památník.

## Světové úspěchy
- V roce 1991 zvítězil Martin Stáhalík v Otevřeném mistrovství Dánska.

- V únoru 1995 na mistrovství světa v Kapském Městě v Jihoafrické republice získal na vypůjčeném letadle titul absolutního mistra světa kategorie Advanced a v témže roce na mistrovství Evropy v Hradci Králové získal v kategorii Unlimited bronzovou medaili za volný program.

- V roce 1996 na mistrovství Evropy v akrobacii na kluzácích, které se konalo v Maďarsku, získal Martin Stáhalík na stroji MDM-1 Fox bronzovou medaili za povinné sestavy a byl členem českého týmu, který celkově obsadil také 3. místo.

- V roce 1997 skončil druhý v Otevřeném mistrovství Německa a jedenáctý na prvních Leteckých hrách v Turecku v kategorii Unlimited.

- V roce 1998 na mistrovství světa v slovenském Trenčíně v kategorii Unlimited obsadil celkově 12. místo.

- V roce 1999 na mistrovství Evropy konaném ve španělské Córdobě v kategorii Unlimited obsadil celkově 7. místo. Jako první (a jediný) Čech a celkově nejmladší pilot byl nominován mezi pouhých 12 nejlepších akrobatických pilotů na světě do soutěže World Grand Prix. V Grand Prix Japonska na Twin Ring Motegi obsadil místo 8. a v prosincové Grand Prix Číny skončil na 5. místě.

- V roce 2000 získal v Grand Prix Japonska 5. místo a celkově v seriálu mistrovství světa World Grand Prix FAI byl také pátý. V tomto roce spoluzakládal Historickou letku republiky Československé.

## Výcviková činnost
Martin Stáhalík se v Leteckém akrobatickém centru ČR na letišti v Moravské Třebové věnoval také výcviku nových akrobatických pilotů z celého světa a tato škola patřila i díky němu v druhé polovině devadesátých let minulého století k nejlepším výcvikovým centrům na světě. Cvičila se zde například i německá národní reprezentace. Výcviková činnost se stala nakonec Martinu Stáhalíkovi osudnou.
V pátek 9. března 2001 v 10:35 se při výukovém letu zřítil na letiště Teque u obce Heeten (asi osmdesát kilometrů východně od Amsterodamu) v Nizozemsku. Příčinou nehody, při níž zahynuli nizozemský pilot a Martin Stáhalík jako instruktor, byla ztráta kontroly nad strojem Jak-52. Nedošlo k vybrání ploché vývrtky a letoun se zřítil.
Martin Stáhalík létal mj. na akrobatických strojích Zlín Z-50M, Z-50LA, Z-50LS, Z-50LE, Extra 300, Extra 300S, Suchoj Su-26M a MDM-1 Fox. Některé akrobatické prvky (např. nožovou vývrtku, tumbles – kotrmelce, půl řízené a půl kopané výkruty do kruhu, výkrut po ocase atd.) létal jako jediný z pilotů v ČR a další (lomcovák zastavený do horizontální zádové zatáčky, souvrat na doby s vloženým výkrutem, jeden a půl kopaného výkrutu z nožového letu zpět do nožového letu) dokonce jako jediný na světě.